# Staurogyne dasyphylla
Staurogyne dasyphylla är en akantusväxtart som beskrevs av Cornelis Eliza Bertus Bremekamp. Staurogyne dasyphylla ingår i släktet Staurogyne och familjen akantusväxter. Inga underarter finns listade i Catalogue of Life.